# Reyna Pastor
Reyna Pastor de Togneri (Buenos Aires, 1931-Madrid, 19 de marzo de 2022) fue una historiadora argentina radicada en España desde los años 70. Siendo profesora de Historia de España, perdió su cargo debido a la dictadura militar de Juan Carlos Onganía. Por ello tuvo que exiliarse a España en 1976, país en el que permaneció hasta su muerte en 2022.

## Trayectoria
Reyna se formó en la Escuela de medievalistas fundada por Claudio Sánchez Albornoz en Buenos Aires, pero con los años su pensamiento historiográfico fue evolucionando hacia el marxismo. Entre los años 1962 y 1966 impartió clases de Historia de España en Argentina y, a partir de 1976, durante su exilio en España, se especializó en el feudalismo y el campesinado, así como en la familia y la historia de las mujeres. Ejerció como encargada de curso en el Departamento de Historia Económica de la Facultad de Ciencias Económicas en la Universidad Complutense de Madrid. Fue miembro del Comité Científico Asesor y del Área de Humanidades del CSIC y se jubiló en 1995.

## Publicaciones destacadas
- Poblamiento, frontera y estructura agraria en Castilla la Nueva. Cuadernos de Historia de España (Buenos Aires). 1968.
- Conflictos sociales y estancamiento económico en la España medieval. Ariel. 1973.
- Del Islam al Cristianismo. En las fronteras de dos formaciones económico-sociales. Edicions 62. 1975.
- «Escritos sobre religiosas medievales». Arenal. Revista de historia de Mujeres. 2003.[6]
- «Mujeres en los linajes y en las familias. Las madres, las nodrizas. Mujeres estériles. Funciones, espacios, representaciones». Arenal. Revista de historia de Mujeres. 2005.[7]